# Neuhornbachjoch

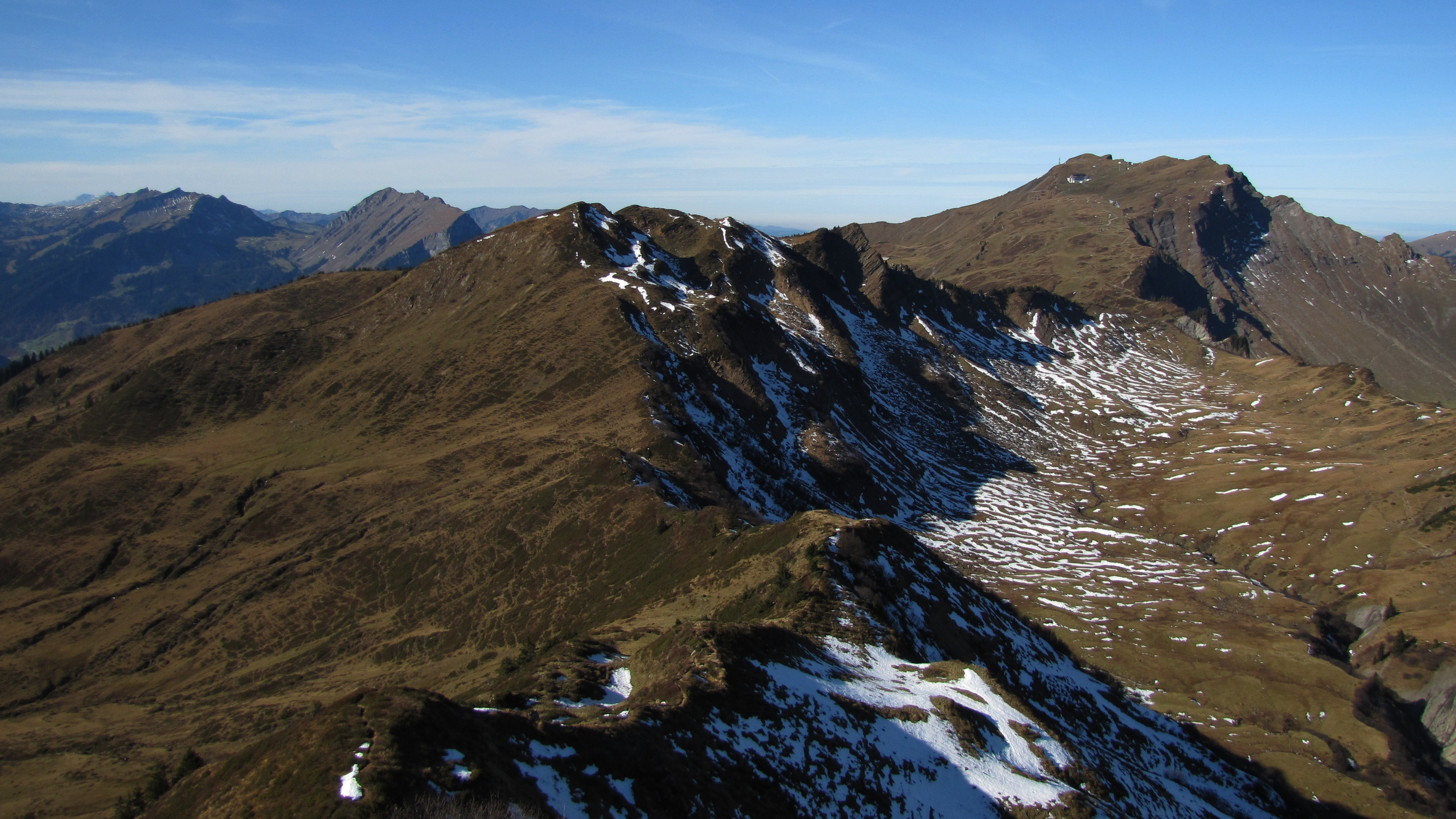
Neuhornbachjoch vom Kreuzmandl aus

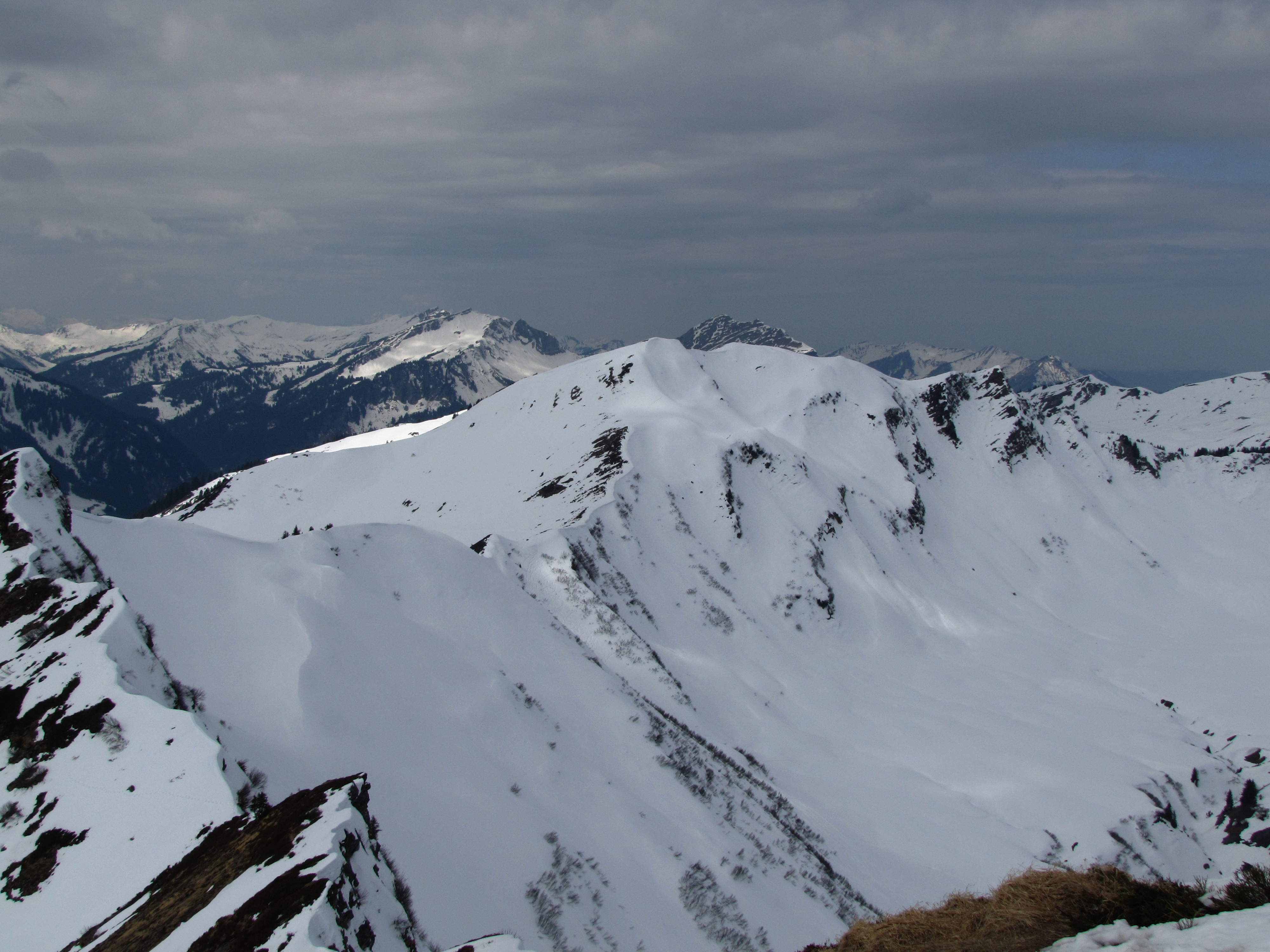
Neuhornbachjoch im Winter

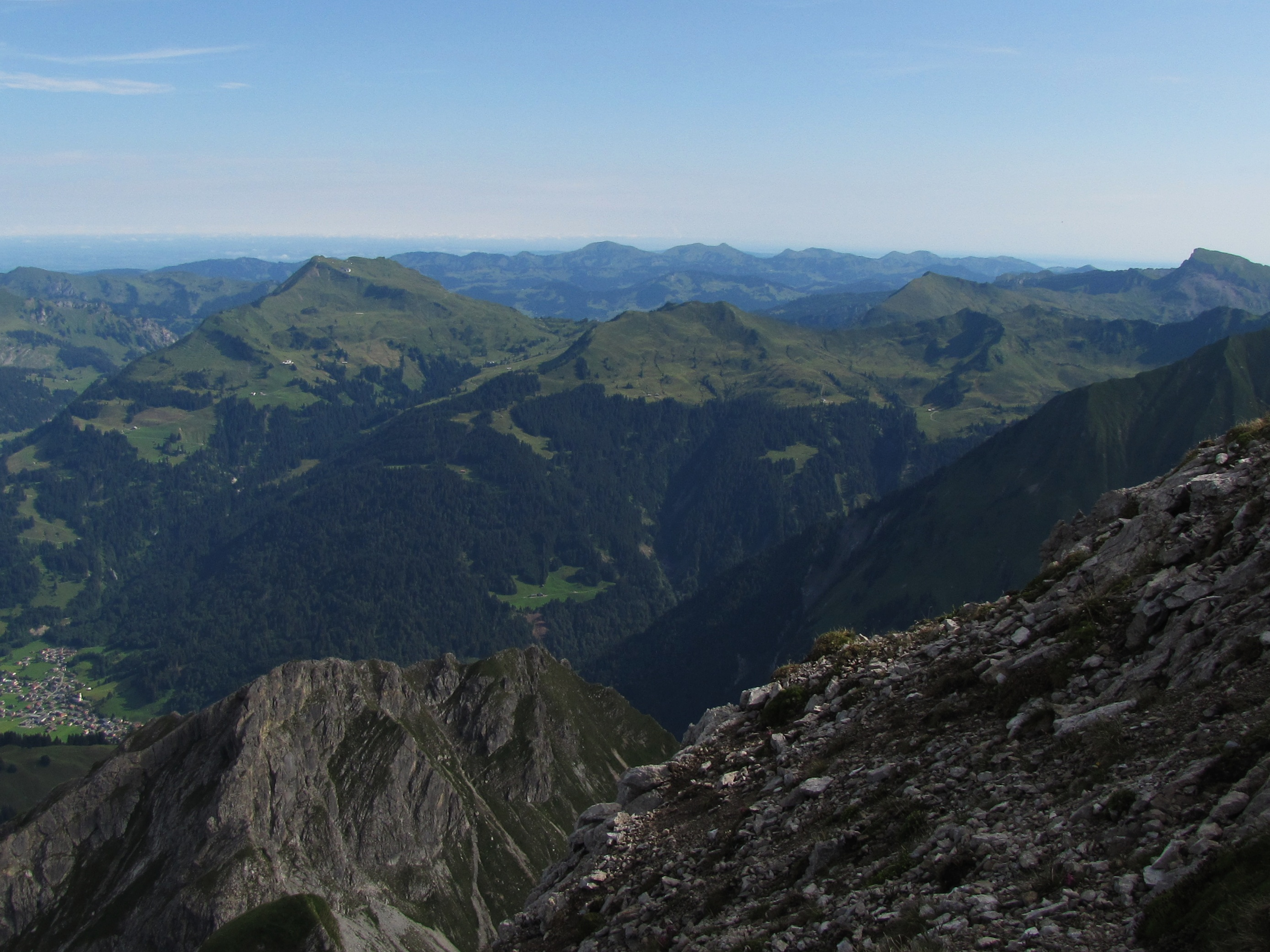
Neuhornbachjoch im Kontext der umliegenden Berge, Blick von der Hochkünzelspitze

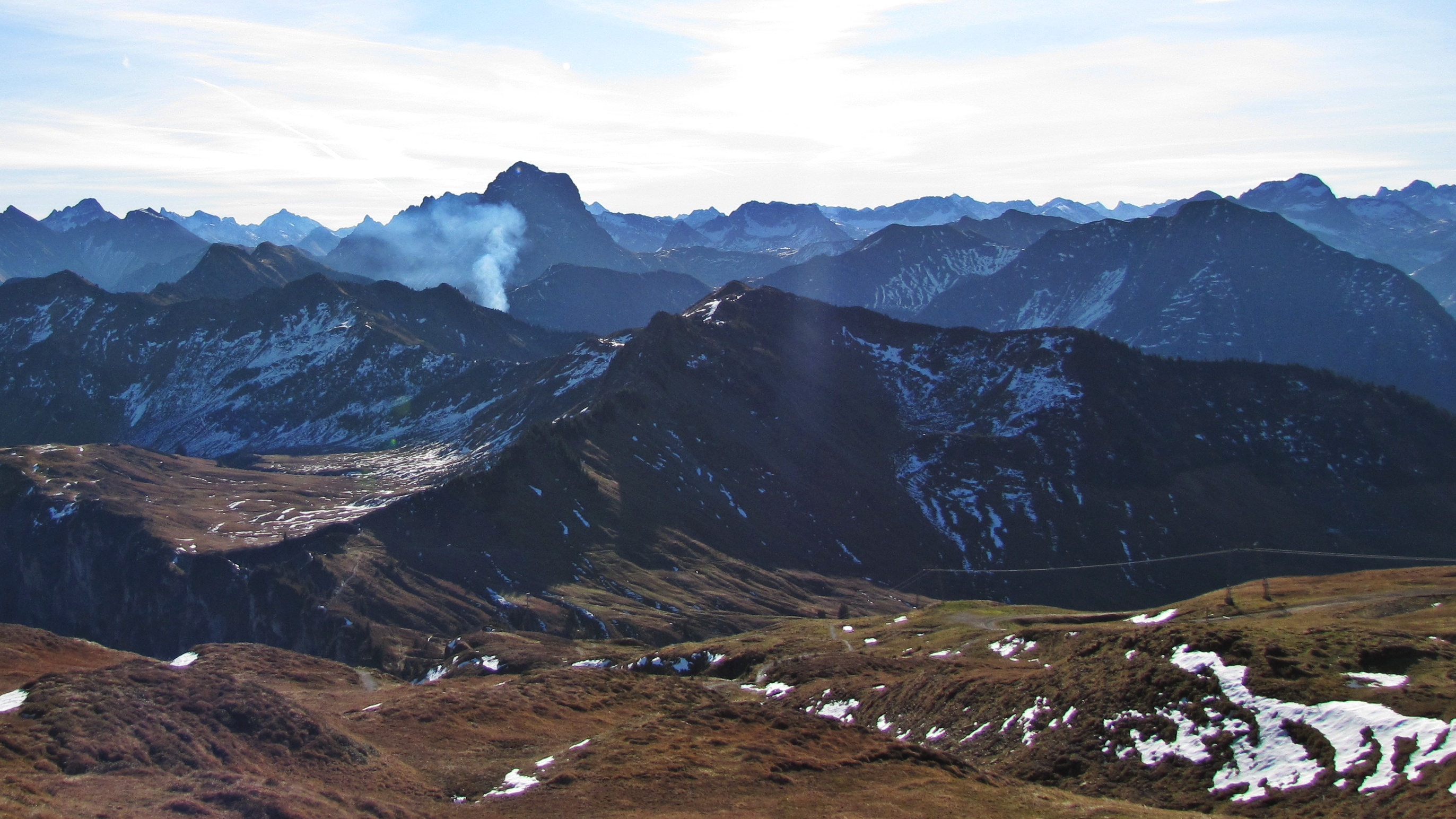
Blick von Nordwesten, vom Diedamskopf

Das Neuhornbachjoch ist ein grasbewachsener Gebirgspass und Bergsattel in Schoppernau im österreichischen Bundesland Vorarlberg.

## Lage

### Gebirge
Das Neuhornbachjoch liegt in den Allgäuer Alpen, in der Untergruppe Nordwestliche Walsertaler Berge auf einer Bergkette zwischen dem Falzer Kopf im Westen und dem Kreuzmandl im Osten. Östlich geht die Kette weiter zum Steinmandl und dann nach Südosten zum Grünhorn.

### Region, Täler, Gewässer
Das Neuhornbachjoch liegt in der Region Bregenzerwald. Das Tal im Süden ist das Tal des Schrecksbachs, im Norden liegt das hinterste Subersachtal. Beide Täler sind unbewohnt, es gibt aber zahlreiche Alpen, die im Sommer bewirtschaftet werden.
Nach Süden erfolgt die Entwässerung über das Gramlatobel bis zum Schrecksbach, dieser fließt nach Westen Richtung Schoppernau und mündet in die Bregenzer Ach. Die Nordseite wird vom Krüzbach entwässert, der kurz danach in die junge Subersach mündet.

### Lage politisch
Politisch liegt das Neuhornbachjoch an der Grenze der Marktgemeinde Bezau im Norden und der Gemeinde Schoppernau im Süden. Der Ortskern von Bezau liegt aber weit weg und ganz woanders. Dass der nördliche Teil zu Bezau gehört, hat historische Gründe im Zusammenhang mit den Alpen auf der nördlichen Seite. Die Nordflanke gehört zur Halden Hochalpe am Gerachsattel. Die Südflanke gehört zur Neuhornbach Alpe.

## Umgebung
Der Diedamskopf liegt 2,8 km nordwestlich, 1,5 km nördlich ist der hohe Wasserfall der Subersach über eine Felsenwand namens Tellifluh. Der Gerachsattel liegt 1,3 km nordöstlich, das Kreuzmandl liegt nur 550 m im Osten. Die Althornbachalpe liegt 1,5 km südöstlich, die Neuhornbachalpe und das Neuhornbachhaus liegen 1 km südlich. 2 km südlich liegt das Bettbett des Schrecksbach und 3 km südlich die Üntschenspitze. Die Falzalpe liegt 1,1 km südwestlich, der Falzkopf 600 m westlich. Die nächste Ortschaft ist Schoppernau im Hinteren Bregenzerwald 3,3 km südwestlich, die nächste Ortschaft im Kleinwalsertal ist Baad 5,2 km südöstlich. Entlang der Subersach nach Norden sind es 6 km bis zum Vorsäß Schönenbach und 10 km bis Sibratsgfäll. Alle Angaben beziehen sich auf die Luftlinie.
| Diedamskopf          | Subersachtal                                   | Gerachsattel         |
| Falzkopf             |                                                | Kreuzmandl           |
| Falzalpe Schoppernau | Neuhornbachalpe Schrecksbachtal Üntschenspitze | Althornbachalpe Baad |

## Naturschutz
Die Nordseite gehört zum Europaschutzgebiet Ifen, zum Pflanzenschutzgebiet Hochifen und Gottesackerwände und zur Weißzone Halden-Ifen-Hochrubach. Hier liegt das Biotop Nr. 20422, Krüz mit über 32 ha. Das Biotop besteht aus Braunseggenmooren (Caricetum fuscae), Rasenbinsenhochmooren (Trichophore tum cespitosi), kleinen Übergangsmooren und Weideflächen. Die Weideflächen sind als Borstgrasrasen und Milchkrautweiden mit vielen kleinen Gerinnen ausgebildet. Nach dem Österreichischen Moorschutzkatalog handelt es sich um ein Überrieselungs-Niedermoor von lokaler Bedeutung. Unter anderem gibt es hier das vom Aussterben bedrohte Schnittlauch (Allium schoenoprasum) und das gefährdete Blutauge (Potentilla palustris).
Auf der Südseite liegt das mehrteilige Biotop Nr. 23311, Moore im Bereich Hornbachalpe, das sind sieben natürliche Hang-, Flach- und Quellmoore. Die Moorteile machen in diesem Gebiet ca. 80 % aus, die Weiden ca. 20 %. Die Torfschicht beträgt ungefähr einen Meter. Es gibt hier zahlreiche Quellen und deren Abflüsse.

## Wandern
Das Neuhornbachhaus befindet sich auf der Südseite im Bereich der Neuhornbach Alpe. Von hier aus geht man hinauf zum Neuhornbachjoch in ca. 30 Minuten und weitere 10 Minuten auf den Falzer Kopf oder 25 Minuten aufs Kreuzmandl. Der Weg weiter zum Steinmandl ist nur für Geübte geeignet.
Auf der Nordseite geht es hinunter auf eine Hochebene und von dort weiter nach Nordwesten zum Kreuzle, dort weiter zur Bergstation oder Mittelstation Diedamskopf. Eine Rundwanderung von der Mittelstation der Bergbahnen Diedamskopf – Falzalpe – Neuhornbachhaus – Neuhornbachjoch – nordseitige Hochebene – Kreuzle – Diedamskopf Bergstation dauert laut offiziellen Wegweisern ca. 3¼ Stunden reine Gehzeit.
Nach Nordosten führt der Weg zum Gerachsattel und der dortigen Halden Hochalpe (20 min.). Von da an sind es noch 30 Minuten nach Südosten zur Schwarzwasserhütte.